# Mathilde Provansal
Mathilde Provansal née en 1987, est une sociologue française. Ses recherches portent sur les inégalités de genre dans les écoles d'art et le monde de l'art. Depuis 2021, elle est chercheure postdoctorale en sociologie à l'Université Louis et maximilien de Munich.

## Biographie
De 2008 à 2013, Mathilde Provansal est étudiante à l'École Normale Supérieure de Lyon. En 2013, elle est agrégée de sciences économiques et sociales. Le 29 novembre 2019, elle soutient la thèse de doctorat en sociologie à l'université Paris Panthéon-Sorbonne.
En 2020, elle effectue un post-doctorat à l'EHESS intitulé Violences de genre dans les écoles d’art : entre reproduction et dénonciation. En 2021, elle enseigne la sociologie à l'Université Louis-et-Maximilien de Munich.

## Travaux
Elle enquête sur les violences de genre dans les écoles d’art. Elle interroge leur rôle dans la reproduction de la domination masculine dans l’art contemporain.
Elle s'interroge aussi sur le fait d'être artiste et mère à la fois.
En 2020, elle remporte le prix de doctorat, prix Louis Gruel pour sa thèse en sociologie Artistes mais femmes. Une enquête sociologique dans l'art contemporain .
En 2023, elle publie Artistes mais femmes. Une enquête sociologique dans l’art contemporain. Cette publication présente l'état de ses recherches sur les inégalités de genre dans les écoles d'art et dans le monde de l'art. En France, en Allemagne, au Royaume-Uni et en Espagne, les femmes sont majoritaires dans l’enseignement supérieur artistique. Cependant, elles sont moins visibles dans l’art contemporain. Leur travail fait moins souvent l’objet d’expositions individuelles. Leurs réalisations se vendent moins que celles des hommes. Mathilde Provansal analyse ce paradoxe en identifiant les obstacles que rencontrent les artistes femmes tout au long de leur carrière et ce dès l’entrée en école d’art.
Cette publication s'inscrit dans la continuité des travaux de Linda Nochlin, de Maura Reilly ou encore de la photographe Marie Docher.

## Publications
- Au-delà de la vocation artistique : un recrutement sexuellement différencié des candidat-e-s à une carrière de plasticien-ne ?, Orientation et formation au prisme du genre - Varia, Paris, Education et socialisation - Cahier du CERFEE (no 42), 2016 (ISSN 0992-3705)[10].
- Mathilde Provansal, « Comment “faire la différence” ? La fabrique des inégalités de sexe, de classe et de race à l’entrée des beaux-arts », Agone, n°65, 2020, pp. 105-126[10].

- Artistes mais femmes. Une enquête sociologique dans l’art contemporain, Lyon, ENS Éditions, 2023, 288 p. (ISBN 9791036206375)
- Mathilde Provansal, “Precarious Professional Identities. Women Artists and Gender Inequality within Contemporary Art,” L’Année Sociologique, vol. 1, no 74, 2024[10].
- Mathilde Provansal, « Usages et apports des méthodes mixtes dans une recherche sociologique sur les inégalités de genre dans l’art contemporain », Marges, 2024[10].

## Prix et distinctions
- Prix Valois - jeunes chercheuses et chercheurs, Ministère de la Culture, 2020[11] ;
- Prix Louis Gruel, 29e prix de l'Observatoire national de la Vie Étudiante, 2020[12].